# Karl von Willich gen. von Pöllnitz
Karl Gottfried von Willich gen. von Pöllnitz (* 7. Juli 1802 in Reinheim; † 30. August 1875 in Darmstadt) war ein hessischer Gutsbesitzer und Politiker und Abgeordneter der 2. Kammer der Landstände des Großherzogtums Hessen.
Karl von Willich gen. von Pöllnitz war der Sohn des Hofstallmeisters Justus Martin Willich (* 10. November 1756 in Göttingen; † 30. November 1840 in Reinheim) und dessen Ehefrau Christine Dorothea Henriette, geborene Freiin von Pöllnitz (1769–1811). Am 6. Februar 1810 erfolgte die Erhebung in den Großherzoglichen Adelsstand (siehe Willich (Adelsgeschlecht, 1786)). Willich gen. von Pöllnitz, der evangelischen Glaubens war, heiratete am 22. Oktober 1831 in Alsfeld Christine Dorothea Henriette geborene Freiin von Rotsmann (* 1810), der Tochter des Hauptmanns Johan Philipp von Rotsmann. Die gemeinsame Tochter Mathilde Sophie Jeanette (1832–1912) heiratete den späteren Abgeordneten und Oberförster Robert von Lehmann. Karl von Willich war der Bruder von Wilhelm von Willich gen. von Pöllnitz (1807–1887), der hoher Verwaltungsbeamter und ebenfalls Landtagsabgeordneter wurde.
Willich gen. von Pöllnitz lebte als Gutsbesitzer in Reinheim und Illbach.
Von 1841 bis 1847 gehörte er der Zweiten Kammer der Landstände an. Er wurde für den Wahlbezirk Starkenburg 12/Groß-Bieberau gewählt.